# 에풀로네스

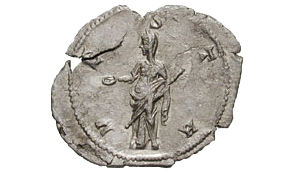
에풀로네스의 상징인 '파테라'를 내밀고 있는 여신 (베스타 또는 콩코르디아)

에풀로네스(라틴어: epulones, 연회 참가자, 미식가)는 축제와 경기 시합 (루디)에서 축제 및 연회를 담당하던 사제단이다. 이들은 고대 로마의 사제단 중에 가장 큰 종교 조직 단체 ('quattuor amplissima collegia') 네 곳 중 한 곳이었다.

## 설립과 영향력
에풀로네스는 기원전 196년에 설립되었다. 이 단체의 설립 필요성은 점점 사치스러운 축제들이 이러한 행사들을 주관할 전문가들이 요구하면서 생겨났다.
고대 로마의 사제단에는 큰 종교 단체 ('quattuor amplissima collegia') 네 곳이 있었다. 그 중에 가장 핵심적인 단체 두 개는 국가 사제단과 아우구르 (복점관) 사제단이었고, 네 번째는 퀸데킴비리 사크리스 파키운디스이었다. 세 번째로 주요한 단체가 바로 에풀로네스로, 이들의 업무는 본래 폰티프들이 주관하던, 축제와 경기 시합 (루디)에서 축제 및 연회를 담당하는 것이었다.
에풀로네스는 내정 개혁으로 정무관직과 대부분의 사제단들이 플레브스들에게 개방되고 오래 시간이 지난 뒤에 설립되었는데, 이에 따라 플레베스들은 설립 때부터 이 사제단에 선발될 자격이 있었다. 처음에는 세 명의 에풀로네스만이 있었으나, 이후의 그 수가 일곱으로 늘어났다. 이에 따라 일곱 명의 에풀로네스를 뜻하는 셉템비리 에풀로눔으로도 알려졌다. 율리우스 카이사르가 10명으로 규모를 늘리기도 했지만 그가 죽은 뒤에 다시 일곱으로 돌아왔다.
'파테라'는 에풀로네스가 쓰던 신성한 그릇이었다. 이 그릇은 가운데가 솟아나 있고 얇은 그릇이었기에 손바닥으로 받칠 때, 엄지손가락은  신성한 불인 '포쿠스'에 붓던 신주를 더럽히지 않은 채 솟아난 가운데 부분에 얹을 수 있었다. 파테라는 에풀로네스의 특별한 상징이었다. 성반은 오늘날 로마 가톨릭 사제들이 사용하며, 가운데 솟아나 있는 부분은 빠져있다.